# Trastorno mixto del lenguaje receptivo-expresivo
El Trastorno mixto del lenguaje receptivo-expresivo (DSM-IV 315.32) es un trastorno de la comunicación en el que tanto en las áreas de recepción y expresión de la comunicación puede verse afectada en algún grado, de leve a grave.
Si alguien está siendo evaluado en la Escala de Inteligencia Wechsler para Adultos , por ejemplo, esto puede aparecer en las puntuaciones relativamente bajas para la información, vocabulario y comprensión (tal vez por debajo del percentil 25). Si la persona tiene dificultad con los conceptos espaciales, tales como 'más', 'bajo', 'aquí' y 'no', él o ella pueden tener dificultades aritméticas, tienen dificultades para entender los problemas de palabras y las instrucciones, o que tienen dificultades para usar las palabras.
También pueden 
```
con las palabras o frases, comprensión y expresión oral, tanto ellos.
```

Si alguien se sospecha que han mezclado receptivo y expresivo trastorno del lenguaje, entonces se puede ir a un terapeuta del lenguaje o patólogo, y recibir tratamiento. La mayoría de los tratamientos son de corto plazo, y se basan en adaptaciones realizadas en el entorno de la persona, para ser mínimamente interferir con el trabajo y el funcionamiento de la escuela.